# Jan Ryszard Dojlido
Jan Ryszard Dojlido (ur. 1930 w Inowrocławiu, zm. 9 sierpnia 2018) – polski chemik, profesor nauk chemicznych.

## Życiorys
Był absolwentem Politechniki Warszawskiej, w 1968 r. obronił pracę doktorską pt. Metabolizm substancji radioaktywnych w Jeziorze Zegrzyńskim ze szczególnym uwzględnieniem Sr-90, a następnie habilitował się na podstawie pracy zatytułowanej Wpływ podgrzania na procesy biochemiczne zachodzące w wodach powierzchniowych. W 1983 r. uzyskał tytuł profesora nauk chemicznych. Pracował w Instytucie Meteorologii i Gospodarki Wodnej – Państwowego Instytutu Badawczego.
Został profesorem zwyczajnym na Wydziale Ekologii Wyższej Szkole Ekologii i Zarządzania w Warszawie i kierownikiem w Katedrze Ochrony Środowiska na Wydziale Materiałoznawstwa i Technologii Obuwia Politechniki Radomskiej im. Kazimierza Pułaskiego.
Był członkiem Komitetu Gospodarki Wodnej Prezydium PAN i Komitetu Inżynierii Środowiska Polskiej Akademii Nauk. Został pochowany na Cmentarzu Komunalnym Północnym kwatera W-I-8 rząd 5 grób 13.

## Odznaczenia
- Medal Komisji Edukacji Narodowej[1]
- Srebrny Krzyż Zasługi[1]